# Latiano
Latiano est une commune de la province de Brindisi, dans les Pouilles, en Italie.

## Obtention du statut de Ville
Le 19 juillet 2006, la veille de la fête de Santa Margherita d'Antiochia, protectrice de Latiano, s'est déroulée, dans le palazzo Imperiali, la cérémonie officielle qui élevait Latiano au rang de Cité.

## Œnologie

### Vins
Des vins comme Aleatico di Puglia DOC, Ostuni DOC, Brindisi DOC, Puglia IGT, Primitivo di Puglia DOC, se trouvent dans les environs de Latiano. Certains ont un degré d'alcool atteignant 18°.
Plusieurs cépages y sont cultivés : Negroamaro, Sangiovese, Ottavianello, Malavasia nera.

## Personnalités

### Personnalités nées à Latiano
- Bartolo Longo (1841 - 1926), avocat et saint de l'Église catholique

## Administration
| Période                                  | Période      | Identité                 | Étiquette       | Qualité |
| ---------------------------------------- | ------------ | ------------------------ | --------------- | ------- |
| 10 juin 2002                             | 12 juin 2007 | Damiano Edmondo Caniglia | Centro-Sinistra |         |
| 12 juin 2007                             | En cours     | Graziano Zizzi           | Centro-Sinistra |         |
| Les données manquantes sont à compléter. |              |                          |                 |         |

### Hameaux
Lu Monte, Cotrino

### Communes limitrophes
Brindisi, Francavilla Fontana, Mesagne, Oria, San Michele Salentino, San Vito dei Normanni, Torre Santa Susanna

### Évolution démographique
Habitants recensés

## Jumelages
Latiano est jumelée avec:
- Pompei (Naples) ,Italie, depuis 1980.